# Adam Saytiev
Adam Saytiev (né le 12 décembre 1977 à Khassaviourt) est un lutteur russe spécialiste de la lutte libre. Il combat lors des Jeux olympiques d'été de 2000 où il devient champion olympique. Il est également double champion du monde (1999, 2002) et quadruple champion d'Europe (1998, 1999, 2000 et 2006).
C'est le frère cadet du lutteur Buvaysar Saytiev.

## Palmarès

### Jeux olympiques
- Jeux olympiques de 2000 à Sydney,  Australie
  -  Médaille d'or

### Championnats du monde
- - 1999  Médaille d'or
  - 2002  Médaille d'or

### Championnats d'Europe
- - 1998  Médaille d'or
  - 1999  Médaille d'or
  - 2000  Médaille d'or
  - 2006  Médaille d'or